# Subway to Sally
Subway to Sally est un groupe de folk metal allemand, originaire de Potsdam. Il est formé dans les années 1990. Son style à la frontière de la musique folk et médiévale s'est plus tard enrichie d'influence heavy metal et gothique. Les chansons du premier album sont principalement en anglais, les albums suivants sont eux presque exclusivement en allemand, certaines chansons étant en latin ou en gaélique. En 2016, le groupe compte au total onze albums en studio, trois albums live, et un DVD live.

## Biographie

### Années 1990

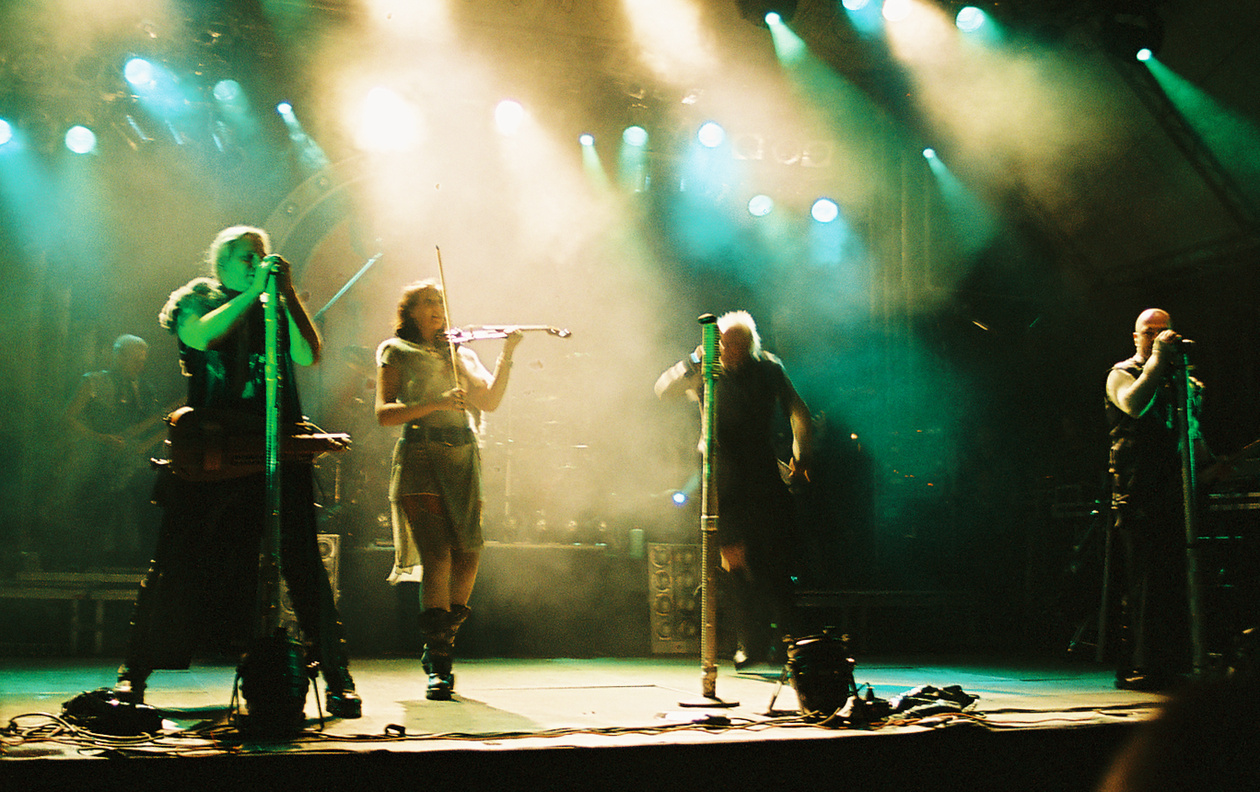
Subway to Sally.

Michael Simon (Simon) et Michael Boden (Bodenski) se sont connus à l'école en 1980 où ils fondent avec deux autres camarades le groupe Zweieck. Alors que Bodenski effectue son service militaire dans l'armée nationale allemande, le groupe qui n'est plus au complet reste en stase. Après son retour, les deux autres membres ne réintègrent pas le groupe. Simon et Bodenski rencontrent alors Ingo, Silvio Runge (Sugar Ray) et Guido, qui font partie à l'époque du groupe Katzengold. Simon, Bodenski, Silvio et Guido fondent ensemble le groupe Bodenski Beat. Ingo les rejoint ensuite à la fin de son service militaire.
Un soir de 1990, les cinq membres décident d'engager des artistes de musique Folk. Ils nomment alors le projet Subway to Sally (Sally est décrite dans la chanson Down the Line comme une lumière divine à la fin d'un long tunnel), et engagent la violoniste Silke Volland (Frau Schmitt) et la trompettiste Coni. Le 15 septembre 1990, ils donnent leur premier concert. Coni quitte le groupe relativement tôt alors qu'elle tombe enceinte. Le joueur de cornemuse Erik Hecht (Eric Fish) rejoint le groupe plus tard et chante dans le second album MCMXCV. L'évolution entre le premier album, 1994, et le dixième album Engelskrieger est significatif, d'autant que depuis l'album MCMXCV plus aucune chanson n'est en anglais. À partir de Engelskrieger, la musique électronique vient renforcer la trame musicale. Le neuvième album, Nord Nord Ost, marque une certaine mutation du style musical mais aussi le passage de la maison d'édition Universal à la maison d'édition Nuclear Blast.
À l'issue d'une tournée en live acoustique couronnée de succès, est publié le DVD live Nackt qui contient un nombre important de bonus. Un membre du groupe The Inchtabokatables vient collaborer au projet en les accompagnant au violoncelle.

### Années 2000 et 2010

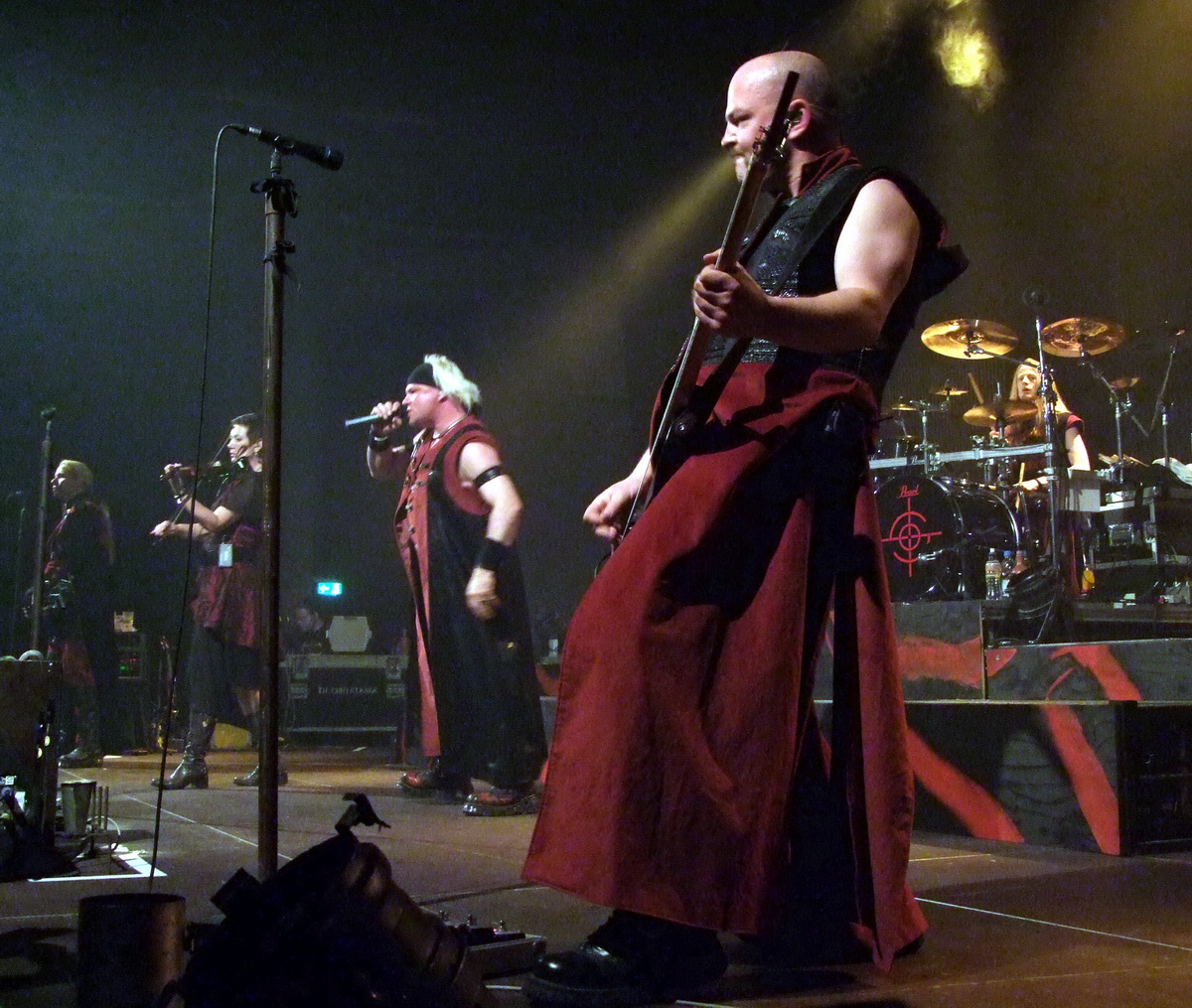
Subway to Sally à Bielefeld, en avril 2009.

Leur album Bastard est publié le 19 octobre 2007 au label Nuclear. Il est nommé meilleur album du mois par le magazine Metal Hammer en novembre 2007,. 
Le groupe joue les chansons Meine Seele brennt et Auf Kiel à divers festivals. Quelques jours avant la sortie de l'album, les paroles et courts extraits musicaux sont publiés sur le site officiel du groupe. Le 28 septembre 2007, ils publient le premier single de l'album, qui est un double face A, intitulé Umbra / Tanz auf dem Vulkan; il est uniquement disponible en ligne. Le 28 décembre 2007, ils comment leur tournée Bastards au Alten Schlachthof à Dresde et publient le DVD live, Schlachthof, en septembre 2008.  Le groupe se produit le 14 février 2008 Bundesvision Song Contest de Hanovre. Leur chanson Auf Kiel, issue de Bastards occupe la première place,.
L'album Kreuzfeuer est publié le 27 mars 2009. Dans la traditionnelle tournée de Noël, ils jouent le morceau Besser Du Rennst qui sera publié le 6 mars 2009,. Le 24 avril 2009 sort une double compilation des regroupant les albums live Schrei! et Subway to Sally Live intitulée Schrei! / Engelskrieger in Berlin. Le 16 avril, le groupe se lance en tournée au Kreuzfeuertour, puis participe le 8 août au festival M'era Luna de Hildesheim. Ils jouent aussi en ouverture pour Mono Inc. entre le 20 et le 31 octobre. Le même mois, ils tournent en Chine, notamment à Pékin.
Avec la création de son propre label TS Entertainment sous Universal Music en 2010, le groupe met un terme à son contrat avec Nuclear Blast et localise son propre studio d'enregistrement Great Hall Studio à Ebermannstadt. En avril et mai 2010, Subway to Sally part pour une deuxième fois en tournée acoustique. La tournée est appelée Nackt II. Le 29 avril, la tournée est enregistrée lors d'un concert au Theaterhaus de Stuttgart. Le DVD est publié le 22 octobre. Leur album qui suit,  Schwarz in Schwarz, est publié le 23 septembre 2011 et classé quatrième du Media Control Charts. En octobre 2012 sort la biographie officielle du groupe, appelée Unsterblich aux Éditeurs Nicole Schmenk, dont les propos sont recueillis par Bodenski et Eric Fish.
Le 14 mars 2014 sort l'album Mitgift - Mördergeschichten.
En mars et avril 2016, le groupe se lance dans une troisième tournée acoustique, appelée NEON-Ekustik Tour.
En 2020, ils fondent le Patty Gurdy's Circle avec la musicienne Patty Gurdy.

## Textes
Le style lyrique tient une part importante dans le succès du groupe. Le parolier Bodenski, qui a étudié la littérature allemande, écrit, depuis l'album MCMXCV, des textes en allemand  riches en métaphores, qui sonnent en partie médiévaux.  
À cause du contenu des premiers albums, dans lesquels apparaissent sorcières, vagabonds et autres êtres audacieux, Subway to Sally a été rapidement mis dans la catégorie medieval rock. Lors d'entrevues, le groupe s'en est défendu, faisant plutôt référence au folk.  Le thème du Moyen Âge n'est plus présent à partir de l'album Engelskrieger, sur lequel Bodenski parle principalement de doléances de l'époque actuelle.  L'album Nord Nord Ost retourne à des thèmes similaires des albums plus anciens.

## Discographie

### Albums studio
- 1994 : Album 1994 (Costbar)
- 1995 : MCMXCV (Stars in the Dark)
- 1996 : Foppt den Dämon! (Red Rooster)
- 1997 : Bannkreis (BMG Ariola)
- 1999 : Hochzeit (BMG Ariola)
- 2001 : Herzblut (Island Mercury)
- 2003 : Engelskrieger (Motor Music)
- 2005 : Nord Nord Ost (Nuclear Blast)
- 2007 : Bastard (Nuclear Blast)
- 2009 : Kreuzfeuer (Nuclear Blast)
- 2011 : Schwarz In Schwarz (StS Entertainment)
- 2014 : Mitgift (StS Entertainment)
- 2019 : Hey! (StS Entertainment)

### Albums live
- 2000 : SCHREI! (BMG Ariola)
- 2003 : Live (double-DVD, Motor Music)
- 2006 : Nackt (Nuclear Blast)
- 2010 : Nackt II

### Compilations
- 2001 : Die Rose im Wasser (BMG Ariola Best-of, édité par le label et non par le groupe, c'est pourquoi il n'apparait pas dans la discographie officielle)
- 2010 : Kleid Aus Roden

### Singles
- 2003 : Falscher Heiland (Island Mercury)
- 2003 : Unsterblich (Motor Music)
- 2005 : Sieben (Nuclear Blast)
- 2008 : Auf Kiel (Nuclear Blast)